# Finale de la Coupe du monde de football 1934
La finale de la Coupe du monde de football 1934 voit s'affronter les équipes d'Italie et de Tchécoslovaquie. Les Italiens remportent la deuxième édition de la Coupe du monde sur le score de 2-1, après prolongation.

## Avant-finale
La compétition se déroule en rencontres à élimination directe et débute au stade des huitièmes de finale.
La Tchécoslovaquie élimine la Roumanie en huitième de finale (2-1) grâce notamment au futur meilleur buteur du tournoi, Nejedlý, puis bat la Suisse en quart de finale (3-2) et enfin écarte l'Allemagne en demi-finale (3-1).
Les Italiens surclassent les États-Unis, demi-finalistes quatre ans plus tôt, 7 à 1 en huitième de finale, grâce à un triplé de Schiavio et à un doublé d'Orsi entre autres. L'Italie éprouve ensuite des difficultés face à l'Espagne en quart de finale : le match nul après prolongation (et plusieurs blessures de chaque côté) oblige les équipes à rejouer le match dès le lendemain, et l'Italie s'impose cette fois en 90 minutes, sur le plus petit des scores. Enfin l'Italie bat la Wunderteam autrichienne en demi-finale, à nouveau sur le score de 1 à 0, pour accéder à sa première finale de Coupe du monde.

## Finale

### Résumé du match

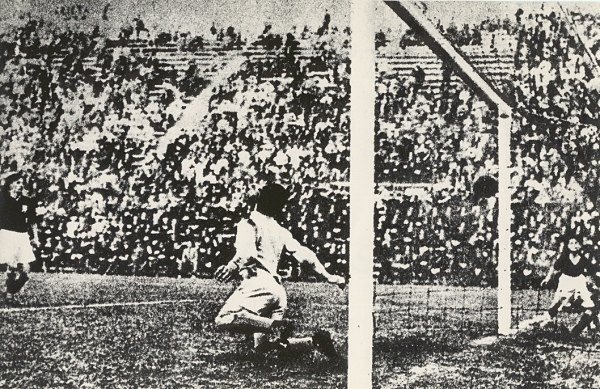
Le but décisif de la finale : Schiavio bat Plánička.

La finale se joue au Stadio Nazionale del P.N.F. devant 50 000 spectateurs.
Alors qu'il reste encore vingt minutes à jouer, l'ailier gauche tchécoslovaque Puč donne l'avantage à la Tchécoslovaquie sur un corner. À neuf minutes de la fin, l'italo-argentin Orsi égalise pour l'Italie, ceci permet à la squadra azzura d'accrocher la prolongation. Les Italiens tremblent quand leur avant-centre Meazza se blesse sur un tacle, mais il continue le match et offre à son coéquipier Schiavio le but de la victoire. La Nazionale remporte sa première coupe du monde.

### Feuille de match
| 10 juin 1934                        | Italie                  | 2 - 1 a. p. | Tchécoslovaquie | Stadio Nazionale del P.N.F. (Rome)                                 |                                                                    |
| 15 h 30 · Historique des rencontres | Orsi 81e · Schiavio 95e | (0 - 0)     | Puč 76e         | Spectateurs : 50 000 · Arbitrage : Ivan Eklind · Photos du match · | Spectateurs : 50 000 · Arbitrage : Ivan Eklind · Photos du match · |
| 15 h 30 · Historique des rencontres | Rapport                 |             |                 | Spectateurs : 50 000 · Arbitrage : Ivan Eklind · Photos du match · | Spectateurs : 50 000 · Arbitrage : Ivan Eklind · Photos du match · |

|  | Titulaires : Giampiero Combi Eraldo Monzeglio Luigi Allemandi Attilio Ferraris Luis Monti Luigi Bertolini Enrique Guaita Giuseppe Meazza Angelo Schiavio Giovanni Ferrari Raimundo Orsi Entraîneur : Vittorio Pozzo | Finale de la Coupe du monde 1934 |  | Titulaires : František Plánička Ladislav Ženíšek Josef Čtyřoký Josef Košťálek Štefan Čambal Rudolf Krčil František Junek František Svoboda Jiří Sobotka Oldřich Nejedlý Antonín Puč Entraîneur : Karel Petrů |

## Autres images de la rencontre

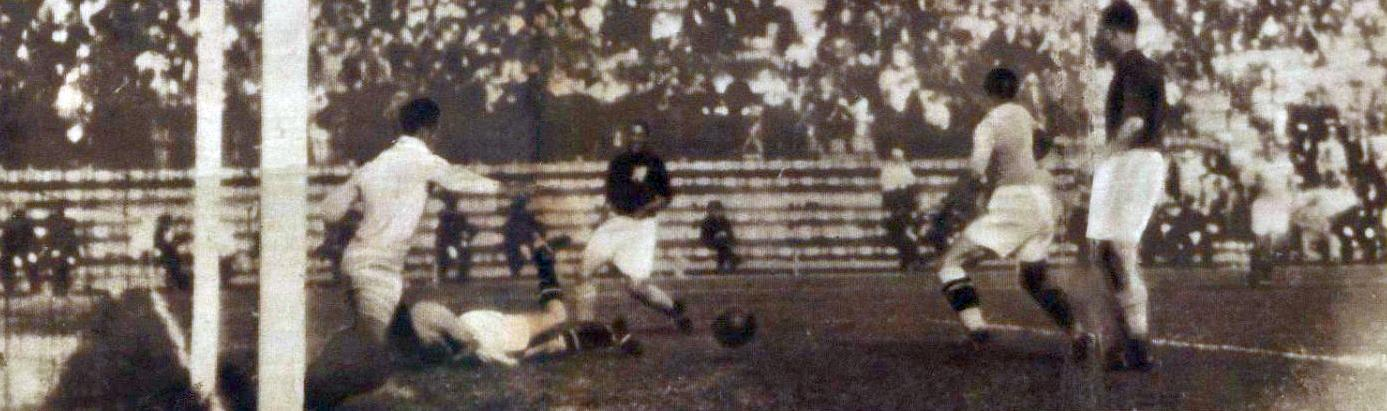
Le gardien italien Combi est à terre, son arrière Allemandi dégage.
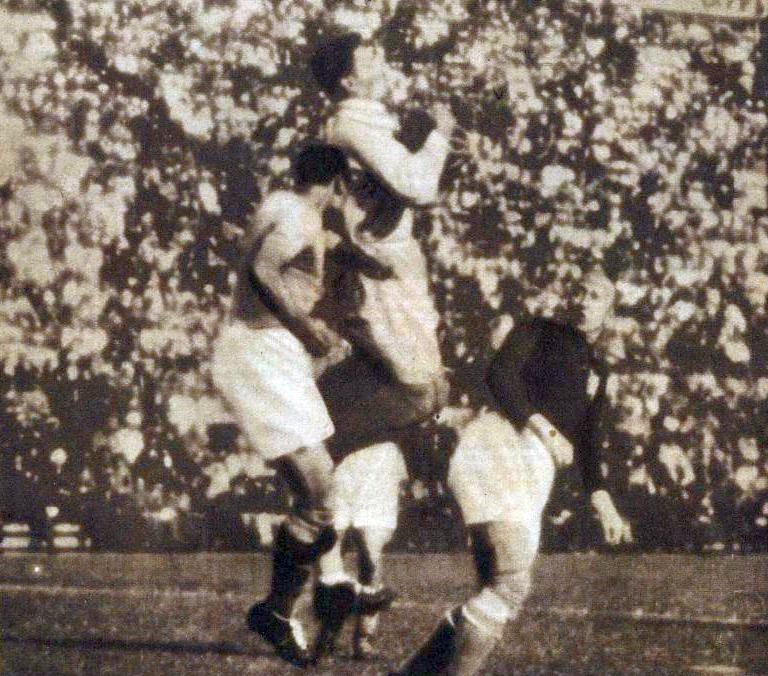
Un nouveau dégagement de la défense italienne.
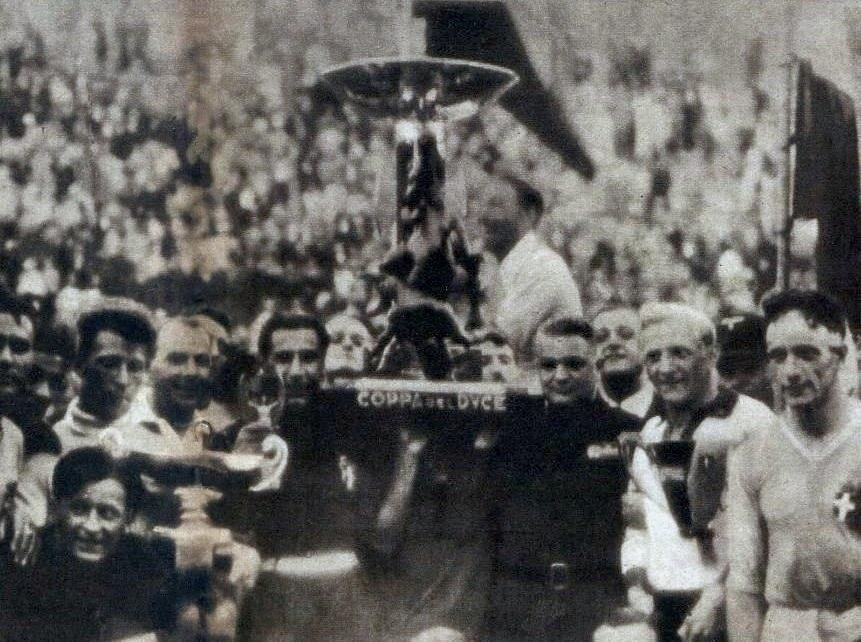
La victoire des italiens (la coupe Rimet est dans la main droite).